# Жасиара
Жасиара (порт. Jaciara)  —  муниципалитет в Бразилии, входит в штат Мату-Гросу. Составная часть мезорегиона Юго-восток штата Мату-Гроссу. Входит в экономико-статистический  микрорегион Рондонополис. Население составляет 27 494 человека на 2006 год. Занимает площадь 1 658,720км². Плотность населения - 16,6 чел./км².

## История
Город основан 20 декабря 1958 года. 

## Статистика
- Валовой внутренний продукт на 2003 составляет 172.209.154,00 реалов (данные: Бразильский институт географии и статистики).
- Валовой внутренний продукт на душу населения на 2003 составляет 6.675,29 реалов (данные: Бразильский институт географии и статистики).
- Индекс развития человеческого потенциала на 2000 составляет 0,788 (данные: Программа развития ООН).